# Deutsche Freie-Partie-Meisterschaft 1997/98
Die Deutsche Freie-Partie-Meisterschaft 1997/98 war eine Billard-Turnierserie und fand vom 22. bis zum 24. August 1997 in Wuppertal-Barmen zum 30. Mal statt.

## Geschichte
In der Deutschen Billard-Zeitung Anstoß Das Billard Sport Magazin gab es von dieser Meisterschaft leider keine Informationen. Daher ist die Endtabelle aus der Enzyklopädie des Billardsports.

## Modus
Die Endplatzierung ergab sich aus folgenden Kriterien:
1. Matchpunkte
2. Generaldurchschnitt (GD)
3. Höchstserie (HS)

### Abschlusstabelle
| MP    | Match Punkte (Sieger = 2; Unentschieden = 1; Verlierer = 0) |
| SV    | Satzverhältnis (nur bei Turnieren im Satzsystem)            |
| Pkte. | Erzielte Karambolagen                                       |
| Aufn. | benötigte Aufnahmen                                         |
| GD    | Generaldurchschnitt                                         |
| MGD   | Mannschafts-Generaldurchschnitt                             |
| BED   | Bester Einzeldurchschnitt eines Spielers                    |
| BEMD  | Bester Einzeldurchschnitt einer Mannschaft                  |
| BSD   | Bester Satzdurchschnitt eines Spielers                      |
| HS    | Höchstserie                                                 |
| WRP   | Weltranglistenpunkte                                        |

| Klassement                 | Klassement                       | Klassement | Klassement | Klassement | Klassement | Klassement | Klassement | Klassement | Klassement |
| Platz                      | Name                             | MP         | Pkte.      | Aufn.      | GD         | BED        | HS         |            |            |
| -------------------------- | -------------------------------- | ---------- | ---------- | ---------- | ---------- | ---------- | ---------- | ---------- | ---------- |
| 1                          | Thomas Nockemann (Bochum)        | 10:0       |            |            | 115,38     | 300,00     | 300        |            |            |
| 2                          | Jens Eggers (Marl)               | 8:2        |            |            | 63,15      | 300,00     | 300        |            |            |
| 3                          | Jens Probhardt (Essen)           | 7:3        |            |            | 39,02      | 150,00     | 300        |            |            |
| 4                          | Udo Mielke (Krefeld)             | 6:4        |            |            | 47,89      | 75,00      | 279        |            |            |
| 5                          | Sven Daske (Berlin)              | 4:2        |            |            | 55,36      | 100,00     | 295        |            |            |
| 6                          | Carsten Lässig (Coesfeld)        | 4:2        |            |            | 50,35      | 300,00     | 300        |            |            |
| 7                          | Carsten Raspel (Velbert)         | 4:2        |            |            | 39,11      | 150,00     | 210        |            |            |
| 8                          | Frank Dietrich (Sondershausen)   | 2:4        |            |            | 14,00      | 25,00      | 214        |            |            |
| 9                          | Thorsten Frings (Marl)           | 3:3        |            |            | 19,79      | 25,00      | 185        |            |            |
| 10                         | Franzel Simon (Elversberg)       | 2:4        |            |            | 28,18      | 37,50      | 141        |            |            |
| 11                         | Markus Galla (Gelsenkirchen)     | 2:4        |            |            | 25,90      | 50,00      | 162        |            |            |
| 12                         | Torsten Rütten (Duisburg)        | 2:4        |            |            | 12,75      | 37,50      | 165        |            |            |
| 13                         | Christian Jansen (Gelsenkirchen) | 2:4        |            |            | 11,05      | 13,04      | 125        |            |            |
| 14                         | Uwe Ritzkat (Mülheim)            | 0:6        |            |            | 21,03      | –          | 206        |            |            |
| 15                         | Johann Reiter (Pfaffenhofen)     | 0:6        |            |            | 17,45      | –          | 115        |            |            |
| 16                         | Bernhard Lotz (Frankfurt)        | 0:6        |            |            | 16,34      | –          | 148        |            |            |
| Turnierdurchschnitt: 30,91 |                                  |            |            |            |            |            |            |            |            |